# 越南百科全書
越南百科全書是以越南文撰寫或專注於越南相關主題的百科全書。
第一部被認為是越南百科全書的作品是18世紀後黎朝儒家學者黎貴惇的類書《芸臺類語》。 其它類書作品還包括黎貴惇的另外一部作品《見聞小錄》以及潘輝益的《歷朝憲章類誌》。在2005年越南出版了第一部官方的現代百科全書《越南百科辭典》。
現代越南百科全書有多式多樣的主題，從科學到兒童的主題都有。 隨著越南網際網路的使用量新增，出版了許多線上百科全書。 兩個最大的線上越南語百科全書是國家百科全書《越南百科辭典》和越南语维基百科。

## 外部連結
- Từ điển bách khoa toàn thư Việt Nam
- Wikipedia Vietnamese （页面存档备份，存于）